# Гончаров, Роман Алексеевич
Рома́н Алексе́евич Гончаро́в (род. 27 апреля 1988) — бывший казахстанский футболист, выступавший на позиции полузащитник. Воспитанник столичной школы футбола, профессиональную карьеру начал в 2005 году в фарм-клубе «Евразия». В составе клуба в 1-й лиге провел три сезона, где сыграл 49 игр.
В 2008 году дебютирует в составе «Астаны» в Чемпионате Казахстана, выйдя на замену на 65 минут против павлодарского «Иртыша». В последним туре играет в основе состава все 90 минут против команды «Кайрат». На протяжении семи сезонов в «Астана-1964» Гончаров три раза становиться бронзовым призёром Первой лиги. Сыграв более ста игр за клуб.
После окончательного закрытия «Астана-1964», в 2015 году переходит в другой столичный клуб «Байтерек», но уже после сезона завершает профессиональную карьеру.